# Prvenstvo Jugoslavije u velikom rukometu 1952.
Prvenstvo Jugoslavije u velikom rukometu za 1952. godinu je treći put zaredom osvojila momčad Milicioner iz Sarajeva.

## Ljestvica
| poz. | klub.               | ut. | pob. | rem. | por. | po.g | pr.g | bod |
| ---- | ------------------- | --- | ---- | ---- | ---- | ---- | ---- | --- |
| 1.   | Milicioner Sarajevo | 3   | 3    | 0    | 0    | 30   | 19   | 6   |
| 2.   | Zagreb              | 3   | 2    | 0    | 1    | 26   | 24   | 4   |
| 3.   | Železničar Niš      | 3   | 1    | 0    | 2    | 20   | 27   | 2   |
| 4.   | Dinamo Pančevo      | 3   | 0    | 0    | 3    | 24   | 30   | 0   |